# Jacques Moignard
Pour les articles homonymes, voir Moignard.
Jacques Moignard, né le 8 août 1951 à Montauban, est un homme politique français, député-maire de Montech.

## Biographie
Membre du Parti socialiste, il est vice-président du conseil général de Tarn-et-Garonne. Suppléant de la députée Sylvia Pinel depuis 2007, il la remplace à l'Assemblée à compter du 22 juillet 2012, celle-ci ayant été maintenue dans le gouvernement de Jean-Marc Ayrault. Bien que socialiste, il siège au sein du groupe Radical, républicain, démocrate et progressiste, afin de préserver l'existence du groupe, puisqu'un groupe parlementaire doit comporter au moins 15 membres.

## Mandats et fonctions

### Mandats locaux
Maire
- Maire de Montech depuis 2011.

Intercommunalité
- Président de la communauté de communes Garonne et Canal de 2011 à 2017.

Conseiller général
- Conseiller général de Tarn-et-Garonne de 1982 à 2012 (canton de Montech).
- Vice-président du conseil général de 1994 à 2012.

### Mandats nationaux
Député
- Député de la deuxième circonscription du Tarn-et-Garonne de 2012 à 2016 (suppléant).